# Giovanni Maria Visconti
Giovanni Maria Visconti (Abbiategrasso, 7 settembre 1388 – Milano, 16 maggio 1412) è stato il secondo duca di Milano.

## Biografia

### Infanzia e giovinezza
Giovanni Maria Visconti nacque il 7 settembre 1388 ad Abbiategrasso, figlio primogenito di Gian Galeazzo Visconti e di Caterina Visconti, fratello maggiore di Filippo Maria che in seguito gli succedette nel titolo. Il padre Gian Galeazzo visse la nascita del primogenito come una grazia ricevuta dalla Vergine dal momento che tutti i figli maschi nati dalla prima moglie erano morti in giovane età. Decise di battezzarlo Giovanni Maria e fece voto di imporre il nome Maria a tutti i figli maschi che gli fossero nati. Il 28 ottobre fece radunare il consiglio generale che elesse alcuni deputati affinché prestassero giuramento di fedeltà a lui e al figlio Giovanni Maria e che osservassero il testamento da lui scritto.
Il 3 settembre 1402 il duca Gian Galeazzo Visconti morì di peste nel castello di Melegnano. Grazie alla sua abilità politica la signoria era divenuta Ducato e aveva raggiunto la massima espansione. La morte venne tenuta nascosta per alcuni giorni per cui le sontuose e solenni esequie furono celebrate solo il 20 ottobre in una Milano gremita di gente. Durarono per oltre quattordici ore.
Il 29 novembre fu radunato il consiglio generale che incaricò quaranta illustri cittadini di effettuare il giuramento di fedeltà a Giovanni Maria Visconti che a sua volta si tenne il 14 dicembre presso la Corte Ducale del Broletto Vecchio. Il nuovo duca aveva appena quattordici anni ma in ottemperanza al testamento ebbe in eredità il governo del Ducato di Milano insieme una serie di città, compresa Bologna nonché la rocca di Angera. Tuttavia per disposizione del defunto padre sarebbe rimasto sotto la tutela della madre sino al compimento dei vent'anni di età. Caterina Visconti sarebbe stata assistita nella reggenza da Francesco Barbavara, primo segretario ducale, e dai tutori del figlio ovvero Pietro da Candia, arcivescovo di Milano, Pietro de' Grassi, vescovo di Cremona e Giovanni da Capodigallo, vescovo di Novara.
Quale prima risoluzione Caterina cercò di pacificare i fronti aperti con lo Stato Pontificio, la Repubblica di Firenze e la Signoria di Padova. Con i primi due non si riuscì ad arrivare ad un accordo mentre grazie all'azione diplomatica di Giovanni da Casate e Francesco della Croce il 7 dicembre si concluse una pace con Francesco II da Carrara. Secondo il Gatari il Ducato di Milano avrebbe ceduto ai Carraresi le città di Cividale, Feltre e Bassano, ripristinato il corso del Brenta e i padovani sarebbero rimasti alleati dell'imperatore Roberto di Germania; secondo il Corio invece non furono cedute le tre città.

### La lega anti-viscontea di Bonifacio IX attacca Bologna
Bonifacio IX, intenzionato a recuperare le città che gli erano state sottratte da Gian Galeazzo Visconti, si alleò con i fiorentini, Niccolò III d'Este e Carlo I Malatesta poi inviò un esercito sotto la guida del legato e cardinale Baldassarre Cossa ad occupare i castelli dell'Umbria. I milanesi risposero inviando Jacopo Dal Verme in Toscana. Una volta giunto a Bologna, tuttavia, ritenne di dover recarsi a Brescia per timore di disordini e al suo posto fu inviato Ottobuono Terzi con 500 lance che recuperò i castelli attorno a Perugia ed Assisi, per poi prepararsi allo scontro con i pontifici una volta raggiunto dai rinforzi di Pandolfo Malatesta (600 lance) e Giovanni Colonna (300 lance).
Facino Cane approfittò della situazione di instabilità del Ducato per arricchirsi saccheggiando le campagne del tortonese, del pavese, del piacentino e del parmense sino al febbraio del 1403 mentre Alberico da Barbiano abbandonò i milanesi tornando prima a Cuneo poi mettendosi al servizio della lega. Caterina nel frattempo inviò a Roma l'arcivescovo di Milano, il francescano Pietro da Candia, per indurre il pontefice alla pace senza però ottenere risultati. L'esercito della lega giunse alla fine del maggio del 1403 sotto le mura di Bologna, difesa da Facino Cane, vi pose l'assedio ma non riuscì a penetrarne le difese e dovette accontentarsi di scorrerie nel parmigiano su invito dei Rossi che si erano ribellati.

### Rivolta a Milano
Nel frattempo all'interno del Ducato cominciavano i disordini. Molti consiglieri e governatori coltivavano grandi ambizioni personali, non vedevano di buon occhio la reggenza di Caterina, erano invidiosi della carriera politica del Barbavara, che era diventato l'uomo più influente di quello stato partendo dal nulla oppure desideravano correre ai ripari prevedendo l'imminente disgregazione del Ducato.
A Milano si riunì un gruppo di congiurati ghibellini capitanato da Antonio Visconti e di cui facevano parte Francesco, Giovanni, Galeazzo e Giavazzo Aliprandi, Galeazzo e Antonio Porro, Giovanni Andrea e Paolo da Baggio e Sasso de' Risi con l'intento di eliminare Francesco Barbavara e il fratello Manfredo che avevano simpatie guelfe.
Fecero rientrare in città Francesco Visconti, che era stato bandito da Gian Galeazzo Visconti senza mai più rientrare nelle sue grazie a differenza del fratello Antonio. Questi da una parte cercò di ottenere la riconciliazione con il nuovo duca, dall'altra si mise a sobillare i cittadini del sestiere di Porta Ticinese, in cui risiedeva, fomentando le divisioni tra guelfi e ghibellini. Giovanni da Casate accettò di trattare la riconciliazione di Francesco ma il 29 agosto 1403 fu assassinato da Galeazzo Aliprandi in un vicolo dietro la chiesa di San Giorgio al Palazzo. Questa fu la scintilla che fece scoppiare la guerra civile tra guelfi e ghibellini milanesi dopo che per molti anni tali divisioni erano state tenute a bada prima dalla severità di Bernabò Visconti poi dall'abilità politica di Gian Galeazzo.
Caterina Visconti decise di uscire dal Castello sfilando in carrozza per le vie della città accompagnata dal nuovo duca per cercare di sedare i tumulti e nel giro di alcune ore vi riuscì. Il giorno successivo giunse a Milano Antonio Porro che infiammò di nuovo la rivolta. Caterina sfilò nuovamente ottenendo lo stesso risultato del giorno precedente. Il terzo giorno, verso le nove del mattino, il Porro riuscì a radunare una folla di quindicimila persone reclamanti la testa dei fratelli Barbavara davanti al Castello di Porta Giovia in cui si erano rinchiusi il duca, la reggente e il segretario ducale. I Barbavara allora uscirono dal Castello e radunati un centinaio di cavalieri presso la Rocchetta di Porta Vercellina, furono scortati fuori città si rifugiarono a Pavia ma il castellano non volle riceverli. I congiurati non riuscendo a mettere le mani sui Barbavara, iniziarono a uccidere i suoi alleati.

### Disordini nel Ducato
Tra giugno e luglio i disordini scoppiati a Milano spinsero Ugo Cavalcabò, che era stato appena richiamato da Caterina dall'esilio e riammesso nel consiglio ducale, ad impossessarsi di Cremona, Giorgio Benzone di Crema, Franchino e Ottone Rusca di Como, i de Sacchi di Bellinzona, i lodigiani arsero molti Vistarini ed elessero Giovanni Vignati, le famiglie guelfe di Piacenza cacciarono gli Anguissola, i montanari alla guida di Giovanni Rozzone fecero strage di ghibellini a Brescia, si salvarono solo quelli che riuscirono a rifugiarsi nel castello o che fuggirono dalla città. I Rossi invitarono la flottiglia della lega ad attaccare Casalmaggiore che però fu pesantemente sconfitta dalle navi viscontee e costretto a ritirarsi a Mezzani.
Si verificarono scontri tra guelfi e ghibellini anche ad Alessandria, Bergamo, a Vimercate, nella Martesana e in molti altri centri minori. In luglio Caterina cercò di conciliare le parti facendo entrare nel consiglio ducale i cittadini più insigni di entrambe ma nulla poté in quanto la città era ormai controllata da Francesco Visconti, dai Porro e dall'arcivescovo di Milano che la tenevano in scacco. Il consiglio ducale decise di inviare Jacopo Dal Verme per sedare le rivolte. Egli riuscì a riportare (talvolta solo nominalmente) sotto il governo ducale la Martesana e le città di Brescia, Lodi e Cremona oltre stabilire una tregua a Como dopo avervi inviato un esercito di 600 cavalieri e 1.000 fanti. I ghibellini riuscirono a catturare Soncino e Castelleone. Filippo Maria Visconti si ritirò da Milano a Pavia e grazie ai suoi consiglieri riuscì a pacificare la città mentre Ottobuono de' Terzi riuscì a cacciare i Rossi da Parma. Finalmente il 25 agosto 1403 il consiglio ducale, grazie all'intermediazione di Francesco I Gonzaga e Carlo I Malatesta, raggiunse una pace con la lega a Caledio, in virtù della quale il Ducato di Milano cedeva allo Stato Pontificio le città di Bologna, Perugia e Assisi insieme al loro contado.
Facino Cane, ritiratosi da Bologna il 2 settembre, il 21 del mese riuscì a togliere Alessandria al Boucicaut, governatore di Genova, che l'aveva occupata (ad eccezione della cittadella) su invito dei guelfi della città. Fece poi tagliare una mano a tutti i francesi catturati in quanto precedentemente avevano promesso di non imbracciare mai più le armi contro il duca di Milano. Il 10 o 11 settembre Jacopo Dal Verme e Ottobuono de' Terzi cacciarono da Brescia Francesco II da Carrara che, violando la pace con i milanesi, l'aveva occupata su invito dei guelfi locali. In ottobre i fiorentini inviarono Alberico da Barbiano on 400 lance ad impossessarsi di Cremona mentre Pandolfo Malatesta per conto dei milanesi riuscì a cacciare i Rusca facendo però strage dei cittadini. Gabriele Maria Visconti riuscì a tenere per qualche tempo Pisa mentre nel marzo del 1404 i senesi cacciarono Giorgio dal Carretto restaurando la Repubblica.
Nel gennaio del 1404 Caterina riuscì a rifugiarsi al Castello di Porta Giovia, ne rafforzò la guarnigione insieme a quella della Rocchetta di Porta Vercellina poi fece catturare quasi tutti i capi della congiura e li decapitò esponendone i corpi sotto la Loggia degli Osii, con l'eccezione di Antonio Visconti che grazie alla supplica di Anglesia Visconti fu solamente incarcerato mentre Francesco Visconti riuscì a fuggire. Il 21 gennaio Francesco Barbavara fu fatto rientrare in città mentre il fratello Manfredo fu imprigionato da Filippo Maria il quale poi riuscì a convincere Giovanni Maria a fare lo stesso con Francesco per la sicurezza dello stato, avendo i due fratelli ottenuto troppo potere nel Ducato. Il 21 marzo, avvertito per tempo, il Barbavara riuscì a rifugiarsi prima ad Arona poi nei suoi feudi in Valsesia. Il 16 marzo ci si illuse di ristabilire la pace tra guelfi e ghibellini milanesi ma Filippo Maria decise di far tornare a Milano Francesco Visconti per cui scoppiarono nuovi tumulti in cui le proprietà di Francesco Barbavara furono saccheggiate insieme al monastero e alla basilica di Sant'Ambrogio il cui abate Giovanni Lampugnani fu fatto a pezzi. I ghibellini riuscirono persino a far atterrare la Rocchetta di Porta Vercellina.

### La fine del dominio visconteo in Veneto
Nel gennaio del 1404 Brescia si ribellò di nuovo e Caterina Visconti inviò Facino Cane e Pandolfo Malatesta alla testa di 6.000 cavalieri per recuperarla. I due condottieri riuscirono a riprendere la città ed alcuni castelli oltre alle due bastìe costruite da Francesco II da Carrara il mese precedente. Giunti a Verona, il castellano Ugolotto Biancardo, che comandava la città in nome di Filippo Maria, non volle riceverli, così il Malatesta se ne tornò a Brescia mentre Facino Cane proseguì verso il padovano. Non riuscendo a sconfiggere Facino Cani con le armi, Francesco da Carrara lo corruppe con un mulo carico di fiaschi pieni d'oro e il 20 marzo questi si ritirò a Piacenza che sottrasse a Ottobuono Terzi. Francesco organizzò poi un esercito insieme a Guglielmo della Scala, Niccolò III d'Este e con Carlo ed Estorre Visconti, figli di Bernabò.
La notte tra il 7 e l'8 aprile l'esercito dei Carraresi entrò a Verona costringendo il Biancardo a rifugiarsi nel castello. Gli ambasciatori milanesi a questo punto strinsero un accordo con la Repubblica di Venezia per il quale, in cambio di un'alleanza difensiva, il Ducato di Milano le avrebbe ceduto Feltre, Belluno, Bassano, Vicenza e Verona. Questo accordo fu la base per l'espansione sulla terraferma di Venezia e determinò la fine del breve dominio visconteo nel Veneto. Il 18 aprile Guglielmo della Scala, da tempo malato, passò a miglior vita. Fu l'ultimo signore di Verona della sua famiglia. Tre giorni dopo il Biancardo cedette il castello. Secondo il Biglia fu avvelenato da Francesco II da Carrara che pensava di impossessarsi di Verona e Vicenza. Meno di un anno dopo invece, lui e la sua famiglia avrebbero perso per sempre lo stato a favore dei veneziani.

### La disgregazione del Ducato
A Milano nel frattempo continuavano le lotte tra guelfi e ghibellini. A favore dei primi erano schierati i Rusca, che avendo perso il dominio sulla città di Como si vendicarono catturando diverse terre del comasco del milanese, compresa la pieve di Incino. Giovanni Maria inviò Giovanni da Carcano ad assediare Erba, dove si erano rinchiusi i Rusca ma le operazioni si interruppero il 28 marzo, quando si stabilì una fragile pace tra le due fazioni. Giudicando i capitoli della pace sfavorevoli dai ghibellini, Francesco Visconti tornò a Milano e riaprì le ostilità. Riuscì poi a catturare Lomazzo e a sedare le rivolte nelle pievi di Fino, Appiano, Mariano e Seveso e impose poi una nuova pace più favorevole che fu tanto effimera quanto la prima. I Rusca infatti cercarono di sorprendere Cantù ma furono anticipati da Giovanni da Carcano che vi si introdusse con un corpo di ottocento cavalli e poi riuscì a catturare Como attaccandola per terra e per acqua. I Rusca furono costretti a fuggire a Lugano e a Bellinzona. Ritornato a Cantù, Giovanni fu avvelenato dai Grassi, la famiglia più potente della città e morì in ottobre.
Il 4 marzo la duchessa stabilì una perpetua confederazione con Teodoro II del Monferrato a cui fu ceduta Casale e Vercelli. Pandolfo Malatesta nella primavera del 1404 fu nominato signore di Brescia da Caterina Visconti. Il Malatesta però, alleato con i Colleoni di Bergamo, non mancava di arrecare danni ai ghibellini della bergamasca e quando il duca inviò Ottone da Mandello a Trezzo per occupare il castello, questi lo fece arrestare e chiese un riscatto di ventimila fiorini. Ottobuono Terzi riuscì prima a sottrarre Reggio agli Este e in ottobre a riprendersi la stessa Piacenza. Facino Cane riuscì però a catturare Novara. Approfittando della debolezza del Ducato, Tommaso III di Saluzzo occupò quanto restava delle terre piemontesi in mano ai Visconti nelle Langhe. Castellino Beccaria ottenne di fatto il controllo su Pavia relegando Filippo Maria nel castello. Nell'arco di due anni dalla morte vennero pertanto perse tutte le conquiste di Gian Galeazzo Visconti e gran parte di quello che restava il Ducato si trovò in mano a signorotti locali che solo nominalmente ed incostantemente restavano fedeli al duca.

### La morte di Caterina Visconti
Il 21 maggio a Milano il capitano del popolo Bartolomeo Zanoboni stava per eseguire la condanna a morte di un certo Monzino quando i guelfi della famiglia Casati, suoi amici, entrarono nel Broletto Nuovo con decine di soldati. Il duca, informato dei fatti, cavalcò insieme ad alcuni signori ghibellini sino al Broletto e mise in fuga i Casati che si rifugiarono nella Rocchetta di Porta Nuova di cui avevano preso possesso. Quando il duca si mosse per stanarli, all'altezza della chiesa di San Pietro in Cornaredo gli furono scaricati contro molti colpi di balestra che lo costrinsero temporaneamente a ritirarsi. Ricevuti rinforzi, Giovanni Maria mosse nuovamente contro Porta Nuova riuscendo a mettere in fuga i Casati, poi ordinò che fossero saccheggiate le loro residenze e che fosse giustiziato il Monzino.
Il 23 maggio i guelfi guidati dal capitano di Desio introdussero Ottone Rusca in Porta Nuova insieme ad altri esuli poi radunarono circa quattrocento uomini contrassegnati da una croce bianca presso la chiesa di Santa Maria Beltrade in un luogo detto il Malcantone. Il duca radunò invece i ghibellini, contrassegnati da una croce rossa, presso la Corte del Broletto Vecchio. I guelfi si mossero verso il Ponte Vetero presso Porta Comasina e da lì verso Porta Vercellina ma furono intercettati dai ghibellini presso la che li respinsero costringendoli a ritirarsi verso Porta Nuova presso la chiesa di Sant'Anastasia. Giovanni da Vignate, signore di Lodi, giunse troppo tardi con i rinforzi guelfi. Molti di coloro che presero parte al tumulto furono giustiziati, altri imprigionati ed obbligati a liberarsi con il pagamento di un riscatto. Giovanni Maria ordinò che fosse fatta ogni anno una solenne oblazione per la chiesa di Sant'Anastasia, luogo simbolico della vittoria.
Dopo questi disordini Caterina, parziale della fazione guelfa, decise di trasferirsi da Milano a Monza lasciando il Castello in mano a Jacopo dal Verme. Un giorno il Malatesta si recò da lei dopo aver confabulato con Giovanni da Vignate a Trezzo. I ghibellini lo vennero a sapere probabilmente tramite Giovanni Pusterla, castellano di Monza e nella notte del 18 agosto questi introdusse delle truppe alla guida di Francesco Visconti e Castellino Beccaria. I ghibellini misero a sacco le case dei guelfi monzesi, catturarono molti nobili di quel partito, oltre trecento cavalli e arrestarono Caterina. Il Malatesta fuggì scalzo a Trezzo grazie all'aiuto di un mugnaio.

Il 17 ottobre Caterina morì, non è chiaro se di peste, avvelenata o soffocata. Fu sepolta dietro l'altare maggiore del Duomo di Monza. Lo stesso giorno venne eletto a Roma il nuovo papa, Innocenzo VII.

### I figli di Bernabò
Pandolfo non mancò di vendicarsi dei fatti di Monza mettendo a ferro e fuoco la campagna ad est di Milano. Giovanni Maria richiamò a Milano Facino Cane che insieme a Francesco Visconti riuscì a cacciare il Malatesta confinandolo alla pieve di Incino. Mentre il Malatesta era assediato ad Erba, i Colleoni ne approfittarono per catturare il castello di Trezzo. L'assedio fu tolto quando alcuni fedeli del Malatesta dopo aver saccheggiato nuovamente le campagne attaccarono i borghi orientali di Milano; il Malatesta riuscì a fuggire rifugiandosi a Brescia. Nel frattempo Gianmastino Visconti, figlio di Bernabò, da tempo ospite del vescovo di Coira, gli promise la val Poschiavo, la Valchiavenna e la Valtellina a scapito del duca di Milano.
Per rabbonirlo il duca decise di concedergli la signoria su Bergamo, al nipote Giancarlo (detto Gianpiccinino) fu concessa Brescia e la Val Camonica e al fratellastro Estorre il feudo di Martinengo. Pochi mesi dopo Gianmastino morì e Giancarlo assunse anche la signoria di Bergamo con il supporto degli zii. Estorre attaccò quindi Brescia volendola sottrarre al Malatesta ma fu catturato e poi riscattato da Giancarlo in cambio di Palazzolo. Questi maneggi tra i discendenti di Bernabò e il Malatesta insospettirono Giovanni Maria che fece imprigionare Estorre insieme a tutti i ministri di Giancarlo a Monza. I milanesi riuscirono poi a catturare le fortezze di Bergamo e a cacciare il Malatesta dall'assedio di Urgnano. Il 9 ottobre dopo una dozzina di giorni d'assedio Facino Cane e Francesco Visconti tolsero il castello di Trezzo ai Colleoni poi puntarono su Brescia dove scesero a patti con il Malatesta per una tregua di poco più di un mese.

### Morte di Galeazzo Gonzaga
Nel gennaio del 1406 l'arcivescovo di Milano, Pietro da Candia, riuscì a convincere Jacopo dal Verme e Galeazzo Gonzaga a mettersi al servizio del Ducato di Milano dopo che sotto la Repubblica di Venezia erano riusciti a catturare il padovano e farsi consegnare il signore della città, Francesco III da Carrara che fu poi strangolato a Venezia. In aprile due condottieri risposero alle scorrerie effettuate dal Malatesta nella bergamasca ponendo l'assedio al castello di Trezzo e costruendo diverse bastie per isolarlo. Mentre il Dal Verme si occupava di Trezzo, il Gonzaga passò nella bergamasca dove catturò diversi castelli ma il 24 aprile, durante l'assalto a quello di Medolago, fu ferito mortalmente da un verrettone che gli trapassò un occhio, uccidendolo all'istante.
L'8 maggio il Dal Verme lasciò un presidio a difesa delle bastie di Trezzo e intraprese scorrerie nel lodigiano. Tra il 20 e il 22 giugno i Colleoni, castellani di Trezzo, effettuarono una sortita incendiando quattro bastie e costringendo il presidio a ritirarsi. In agosto Carlo Malatesta, venne chiamato a Milano quale tutore di Giovanni Maria e grazie ad esso si riuscì a raggiungere una tregua con il fratello Pandolfo e con Gabrino Fondulo, che era diventato signore di Cremona dopo aver assassinato i Cavalcabò. Questa tregua fece perdere ulteriore autorità a Milano Francesco e Antonio Visconti, capitani del partito ghibellino, che prima si ritirarono nel loro castello di Cassano e il 23 agosto arrivarono ad assalire le truppe del Dal Verme, mettendole in fuga e facendo molti prigionieri; lo stesso condottiero fu ferito alla testa.

### Jacopo Dal Verme entra a Milano
Nel 1407 si sparse la voce che Facino Cane, Francesco, Antonio e Gabriele Visconti si erano ribellati al duca. Questi inviò Jacopo dal Verme a Mantova e Venezia facendogli radunare un forte esercito guidato tra cui vi erano Pandolfo Malatesta, Ottobuono Terzi, Gabrino Fondulo e Baldassarre Cossa, legato di Bologna. Lo scontro armato fu evitato da Facino Cane che incontrò Giovanni Maria presso la certosa di Garegnano e non solo lo convinse a perdonare Francesco, Antonio e Gabriele ma si fece eleggere generale inducendolo a dar l'ordine che nessuno prestasse aiuto al Dal Verme. Il giorno successivo il Dal Verme entrò con il suo esercito nella bergamasca, passò l'Adda a Trezzo con la connivenza dei Colleoni e si portò sino a Rosate dopo essere passato per Vimercate, Desio, Saronno e Magenta.
Facino Cane e Gabriele Visconti uscirono da Milano e per andare incontro al nemico si accamparono a Binasco poi, alla testa di cinquecento cavalieri, andarono in ricognizione nei pressi di Morimondo. Qui s'imbatterono nell'avanguardia nemica, di circa duemila uomini e decisero di attaccarla riuscendo a disperdere le prime due squadre ma venendo infine sconfitti e costretti ad una fuga disordinata. Facino Cane si rifugiò a Pavia, dove venne inseguito dal Dal Verme a cui fu permessa l'entrata in città da Filippo Maria e costretto ad una rocambolesca fuga dalla città. Il 27 marzo, giorno di Pasqua, il Dal Verme e il Terzi entrarono a Milano e costrinsero il duca a far tornare la città sotto il controllo dei guelfi. I nobili ghibellini Jacopo e Francesco Grassi furono squartati su istigazione del Terzi, gli altri fuggirono dalla città o si rifugiarono nel castello di Porta Giovia insieme ad Antonio e Gabriele Visconti. Tali crudeltà portarono però il Dal Verme a minacciare il Terzi di opporsi con le armi alle sue rappresaglie e i ghibellini di Porta Giovia a bombardare la città con l'artiglieria.
Il 19 maggio finalmente si giunse ad una tregua ma non si riuscì a cacciare il Terzi dalla città se non dietro il pagamento di centomila fiorini d'oro; non contento questi si mise ad intercettare e sequestrare i carichi di mercanzie che transitavano sul Po arricchendosi enormemente a danno del Ducato. Il Dal Verme fece in modo che Carlo Malatesta fosse nominato governatore della città ma avvedutosi che la corte era piena di personalità a lui avverse presto se ne andò e non tornò mai più al servizio del Ducato. Nel gennaio del 1408 il Malatesta assediò il castello di Porta Giovia installando batterie di cannoni nel parco e costrinse i castellani a cedere. Antonio e Gabriele Visconti furono esiliati il primo in Piemonte e il secondo a Ferrara a patto che il primo convincesse Estorre a cedere Monza. Giovanni Pusterla non fu altrettanto fortunato dato che il 28 gennaio Giovanni Maria, per vendicarsi del tradimento del castellano che nel 1404 aveva permesso a Francesco Visconti di introdursi a Monza, prima lo diede in pasto ai suoi cani e poi, non essendo ancora morto, lo fece decapitare nella piazza del Broletto e quindi squartare facendo appendere la testa al campanile dell'edificio e i quattro quarti ad altrettante porte della città. Fu presto seguito da molti altri nobili ghibellini.

### Il matrimonio
Nel febbraio del 1408 Facino Cane tornò a compiere scorrerie nei pressi di Busto Arsizio per poi presidiare i ponti sul Ticino. In maggio e giugno Estorre Visconti, signore di Monza, saccheggiò i borghi di Porta Nuova e Porta Orientale. Milano presto si trovò tagliata fuori da buona parte degli scambi commerciali dal momento che il Ticino era presidiato da Facino Cane, la Brianza da Estorre Visconti e Giovanni Piccinino, l'Adda dai Colleoni e il Po da Ottobuono Terzi. Il 16 giugno l'esercito ducale guidato da Giovanni Maria e Carlo Malatesta assediò Monza senza esito. In quei mesi il Malatesta riuscì a convincere il duca a prendere in moglie la nipote Antonia Malatesta, figlia di Andrea Malatesta, signore di Cesena, da cui non ebbe figli. Il 1º luglio la sposa entrò a Milano da Porta Romana, accompagnata dal padre e sfilò sino al Duomo dove si unì in matrimonio con Giovanni Maria. In agosto Estorre Visconti occupò il castello di Cassano, anticipando Antonio Visconti, ma già il 26 di quel mese l'esercito ducale lo riprese. Non essendo riuscito a rispettare la sua promessa, il Visconti venne giustiziato; pochi mesi dopo morì anche il fratello Francesco, il che inflisse un grave colpo alla fazione ghibellina.

### Il Boucicaut e la battaglia di Novi
Nel marzo del 1409, dopo un fallito tentativo di riconciliarsi con Facino, Giovanni Maria strinse un'alleanza con Gianfrancesco Gonzaga, Niccolò III d'Este, Pandolfo Malatesta e Gabrino Fondulo contro Ottobuono Terzi e con il fratello Filippo Maria, Ludovico di Savoia-Acaia, Amedeo VIII di Savoia e il Boucicaut contro Facino Cane. Gli eserciti di quest'ultimo e di Pandolfo Malatesta si scontrarono il 7 aprile, giorno di Pasqua, presso Rovagnate senza che nessuno dei due riportasse una chiara vittoria. Allora, per evitare che i francesi del Boucicaut riuscissero nel loro intento di governare Milano con il beneplacito di Antonio Torriani, i due generali decisero che la città sarebbe stata amministrata da due governatori di loro nomina. In giugno il duca stabilì una pace perpetua con Facino Cane in cambio di alcuni feudi e castelli e del rientro dei ghibellini a Milano.
La pace però non durò a lungo. I Malatesta insieme al partito guelfo favorevole ai francesi, invitò il Boucicaut a Milano per nominarlo governatore. Questi non si fece attendere e con un esercito di 5.500 cavalieri e 600 fanti prese Piacenza e il 31 luglio entrò a Milano accompagnato dai signori ribelli del duca. Cercò di ottenere il castello di Porta Giovia ma i castellani Vincenzo Marliani e Cristoforo della Strada respinsero ogni trattativa. Nel frattempo Facino Cane e Teodoro II del Monferrato, approfittando dell'assenza del Boucicaut e invitati dai cittadini, occuparono Genova costringendo i francesi a ritirarsi nelle fortezze. Il Boucicaut allora uscì da Milano e in ottobre si scontrò con Facino Cane nei pressi di Novi ma fu sconfitto e costretto a tornare in Francia. Facino Cane marciò su Milano e in settembre il duca ancora una volta fu costretto a scendere a patti per poi stabilire una vera pace il 3 novembre. Molti esponenti della fazione guelfa abbandonarono la città mettendosi sotto la protezione di Filippo Maria.

### Facino Cane governatore
Il 5 aprile 1410, mentre Facino si trovava presso il cortile del Broletto Vecchio antistante la chiesa di San Gottardo in Corte, si trovò davanti alcuni soldati che cercarono di catturarlo ma riuscì a fuggire a cavallo restando ferito alla testa dopo averla violentemente sbattuta contro uno dei portoni del palazzo. L'ordine era stato dato dal duca stesso che però ben presto s'avvide dell'errore commesso e si riconciliò con lui facendo ricadere la colpa su alcuni ambasciatori veneti. Il 12 maggio Facino Cane venne nominato governatore della città per tre anni.
Nell'estate dello stesso anno riuscì a stabilire tregue con Giovanni da Vignate, signore di Lodi e di Piacenza, Giorgio Benzone, signore di Crema, con i Colleoni, castellani di Trezzo e con Giovanni Piccinino, signore di Cantù. Il 22 luglio il Castellazzo di Alessandria si arrese dopo tre anni di assedio. Nel gennaio del 1411, d'accordo con la potente famiglia dei Beccaria, Facino entrò a Pavia, saccheggiò le case dei guelfi e cinse d'assedio Filippo Maria che fu costretto a scendere a patti garantendogli di fatto il governo della città. Poco dopo catturò Cantù scacciando Giovanni Piccinino. Il 23 agosto si raggiunse una pace con Estorre Visconti. All'inizio del 1412 assediò Bergamo dopo aver ottenuto dai Suardi alcuni possedimenti in quell'area; poche settimane dopo fu però costretto a ritirarsi a Pavia essendo stato colpito da un violento attacco di gotta.

### L'assassinio
L'attacco di gotta subito da Facino Cane fu considerato mortale dai medici, così i ghibellini milanesi, temendo di perdere il potere che detenevano in città e temendo che la volubilità di Giovanni Maria lo spingesse ad avvicinarsi nuovamente ai guelfi, ne progettarono l'assassinio. Alcuni congiurati, sostenitori degli eredi di Bernabò (Baggio, Pusterla, Trivulzio, Mantegazza, Aliprandi, Maino, ecc.), approfittarono del momento, in cui il più grande condottiero del duca, Facino Cane, giaceva gravemente infermo a Pavia e temendo che il Visconti, noto per la sua malvagità aumentasse ancora il proprio potere, una volta rimasto solo, si fecero coraggio e lo assassinarono con una coltellata alla testa e una alla gamba destra davanti alla chiesa di San Gottardo in Corte.
Il cadavere del duca fu dapprima trasportato in Duomo senza onori, tranne un cesto di rose donato da una prostituta che sarà in seguito ricompensata da Filippo Maria, poi lasciato marcire in altro luogo. Il morente Facino fece giurare lo stesso giorno ai suoi ufficiali di sostenere l'erede Filippo Maria, ed egli stesso per di più propose che sua moglie, Beatrice di Tenda, si sposasse dopo la sua morte a quest'ultimo, ciò che infatti si sarebbe verificato poco dopo.

## Aspetto e personalità
Giovanni Maria fu celebre per la sua passione per la caccia e quando ormai era annoiato dall'uccidere bestie che comunque non potevano lamentarsi a sufficienza, per appagare il suo piacere sadico, allora fece addestrare i suoi cani mastini da certo Squarcia Giramo a inseguire e sbranare (squarciare) uomini vivi. Inizialmente si fece consegnare dai tribunali di Milano tutti i condannati per le sue battute di caccia umana, ed in seguito denunciando pure i suoi complici dei misfatti, per sopperire alla mancanza dei condannati per le proprie battute. Finirono sbranati dai suoi mastini anche uomini illustri della città di Milano, tra cui parenti suoi. La stessa fine fece fare al castellano di Monza, Giovanni Pusterla, accusandolo della morte di sua madre Caterina. 

Si dice che, allorquando nel maggio del 1409, mentre durava ancora la guerra, il popolo affamato invocò al suo passaggio la pace, egli scatenò su di esso le sue soldatesche; e dopo ciò proibì, vuole la leggenda, pena la forca, di pronunciare le parole "pace" e "guerra", e obbligasse perfino gli ecclesiastici di dire nella Messa dona nobis tranquillitatem, in luogo di pacem.

## Ascendenza
|                         |                  |                              | Genitori                 |  |  | Nonni |  |  | Bisnonni         |  |  | Trisnonni         |  |
|                         |                  |                              |                          |  |  |       |  |  | Stefano Visconti |  |  | Matteo I Visconti |  |
|                         |                  |                              |                          |  |  |       |  |  | Stefano Visconti |  |  | Matteo I Visconti |  |
|                         |                  | Bonacossa Borri              |                          |  |  |       |  |  | Stefano Visconti |  |  |                   |  |
| Galeazzo II Visconti    |                  |                              |                          |  |  |       |  |  | Stefano Visconti |  |  |                   |  |
|                         |                  | Valentina Doria              | Bernabò Doria            |  |  |       |  |  |                  |  |  |                   |  |
|                         |                  | Valentina Doria              | Bernabò Doria            |  |  |       |  |  |                  |  |  |                   |  |
|                         |                  | Valentina Doria              | Eliana Fieschi           |  |  |       |  |  |                  |  |  |                   |  |
| Gian Galeazzo Visconti  |                  | Valentina Doria              |                          |  |  |       |  |  |                  |  |  |                   |  |
|                         |                  | Aimone il Pacifico di Savoia | Amedeo V di Savoia       |  |  |       |  |  |                  |  |  |                   |  |
|                         |                  | Aimone il Pacifico di Savoia | Amedeo V di Savoia       |  |  |       |  |  |                  |  |  |                   |  |
|                         |                  | Aimone il Pacifico di Savoia | Sibilla de Baugé         |  |  |       |  |  |                  |  |  |                   |  |
| Bianca di Savoia        |                  | Aimone il Pacifico di Savoia |                          |  |  |       |  |  |                  |  |  |                   |  |
|                         |                  | Violante Paleologa           | Teodoro I del Monferrato |  |  |       |  |  |                  |  |  |                   |  |
|                         |                  | Violante Paleologa           | Teodoro I del Monferrato |  |  |       |  |  |                  |  |  |                   |  |
|                         |                  | Violante Paleologa           | Argentina Spinola        |  |  |       |  |  |                  |  |  |                   |  |
| Giovanni Maria Visconti |                  | Violante Paleologa           |                          |  |  |       |  |  |                  |  |  |                   |  |
|                         | Stefano Visconti | Matteo I Visconti            |                          |  |  |       |  |  |                  |  |  |                   |  |
|                         | Stefano Visconti | Matteo I Visconti            |                          |  |  |       |  |  |                  |  |  |                   |  |
|                         | Stefano Visconti | Bonacossa Borri              |                          |  |  |       |  |  |                  |  |  |                   |  |
| Bernabò Visconti        | Stefano Visconti |                              |                          |  |  |       |  |  |                  |  |  |                   |  |
|                         |                  | Valentina Doria              | Barnabò Doria            |  |  |       |  |  |                  |  |  |                   |  |
|                         |                  | Valentina Doria              | Barnabò Doria            |  |  |       |  |  |                  |  |  |                   |  |
|                         |                  | Valentina Doria              | Eliana Fieschi           |  |  |       |  |  |                  |  |  |                   |  |
| Caterina Visconti       |                  | Valentina Doria              |                          |  |  |       |  |  |                  |  |  |                   |  |
|                         |                  | Mastino II della Scala       | Alboino della Scala      |  |  |       |  |  |                  |  |  |                   |  |
|                         |                  | Mastino II della Scala       | Alboino della Scala      |  |  |       |  |  |                  |  |  |                   |  |
|                         |                  | Mastino II della Scala       | Beatrice da Correggio    |  |  |       |  |  |                  |  |  |                   |  |
| Regina della Scala      |                  | Mastino II della Scala       |                          |  |  |       |  |  |                  |  |  |                   |  |
|                         |                  | Taddea da Carrara            | Jacopo I da Carrara      |  |  |       |  |  |                  |  |  |                   |  |
|                         |                  | Taddea da Carrara            | Jacopo I da Carrara      |  |  |       |  |  |                  |  |  |                   |  |
|                         |                  | Taddea da Carrara            | Anna Gradenigo           |  |  |       |  |  |                  |  |  |                   |  |
|                         |                  | Taddea da Carrara            |                          |  |  |       |  |  |                  |  |  |                   |  |